# Vincent Plassard

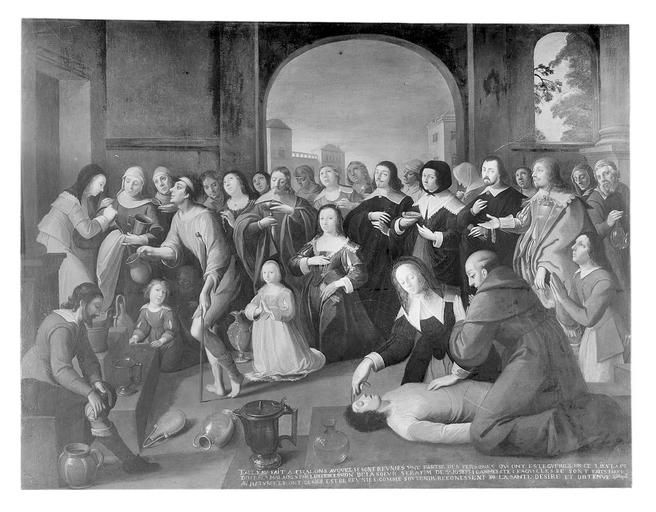
Peinture de Vincent Plassard

Vincent Plassard, né à Chalon-sur-Saône à une date inconnue et mort dans la même ville après 1655, est un peintre et graveur français.

## Biographie
Maître peintre et marchand de Chalon-sur-Saône, actif en Bourgogne au XVIIe siècle, Vincent Plassard travaille aussi à Paris. On lui connaît une dizaine de tableaux à thèmes religieux, réalisés entre 1639 et 1655, ainsi que quelques gravures.

## Œuvres

### Peinture
- La Présentation de la Vierge au Temple entourée de saints, 1639, Dijon, musée des Beaux-Arts.
- Les Miraculés de Chalon, 1642, Bordeaux, cathédrale Saint-André.
- La Vierge à la rose[1], 1644, Chalon-sur-Saône, musée Denon.
- Le Martyre de saint Jean l'Evangéliste, 1644, localisation inconnue.
- L'Incrédulité de saint Thomas, 1650, Chalon-sur-Saône, musée Denon.
- La Présentation au Temple, 1652, Chalon-sur-Saône, cathédrale Saint-Vincent.
- Le Déluge, 1655, Tournus, musée Greuze.
- Noli me tangere, localisation inconnue.
- Vierge à l'Enfant, localisation inconnue (vente Drouot, 15 octobre 2008).
- Martyre de saint Sébastien[2], Beaune, Hôtel-Dieu.

### Gravure
- La Philosophie, frontispice de thèse, gravée par Charles ou Claude Audran d'après Vincent Plassard, Paris, Bibliothèque nationale de France.
- La Sainte Famille, gravure de Vincent Plassard, 1650, Nancy, musée des Beaux-Arts.
- Vierge à l'Enfant, gravure de Vincent Plassard, 1650, Londres, British Museum.